# Osmín Aguirre y Salinas

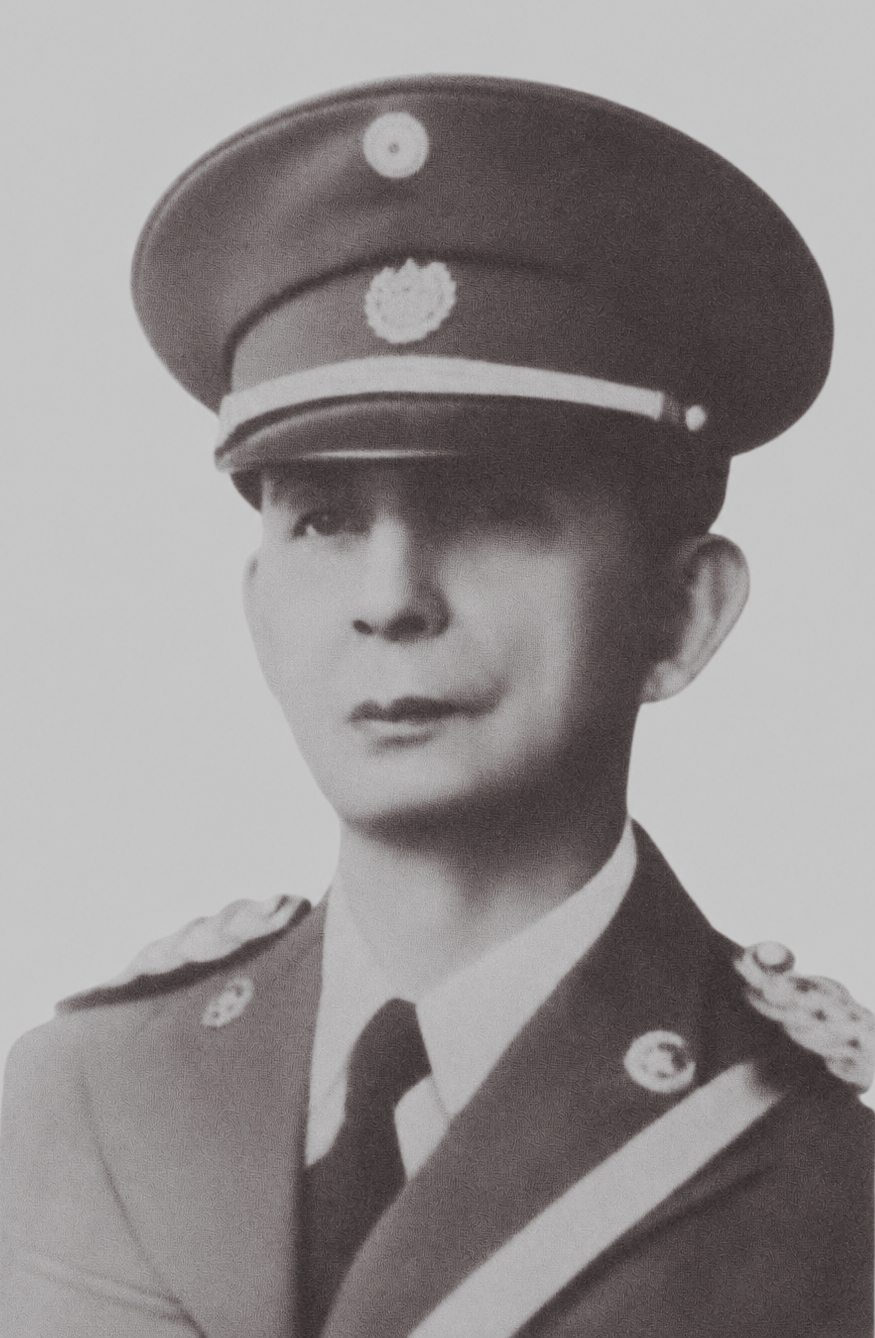
Osmín Aguirre y Salinas

Osmín Aguirre y Salinas (* 24. Dezember 1889 in San Miguel, El Salvador; † 12. Juli 1977 in San Salvador) war ein Militär und vom 21. Oktober 1944 bis 8. März 1945 Präsident von El Salvador.

## Leben
In der offiziellen Geschichtsschreibung übernahm nach dem Sturz von Arturo Araujo ein Directorio Cívico vom 2. bis 4. Dezember 1931 das Amt des Präsidenten. In diesem Directorio Cívico bekleidete Osmin Aguirre Salinas das Amt des Kriegsministers.
Die Amtszeit dieses Directorio Cívico sollte kaschieren, dass Arturo Araujo durch seinen Stellvertreter Maximiliano Hernández Martínez gestürzt wurde.
Im Februar 1932 wurde Aguirre wegen Konspiration gegen Hernández als Polizeichef abgesetzt.
Als Martínez im Mai 1944 durch einen Generalstreik (huelga de brazos caídos) zum Rücktritt gezwungen wurde, setzte er Andrés Ignacio Menéndez als Präsidenten ein. Menéndez dekretierte die Verfassung von 1886, die das Recht zum Aufstand sanktionierte. Nun wurde Aguirre wieder Polizeichef.
Um die Wahl von Arturo Romero, der der führende Kopf der bürgerlichen Opposition gegen Hernández Martínez war, zum Präsidenten zu verhindern, putschte sich Aguirre an die Macht. Menéndez trat daraufhin aus „gesundheitlichen Gründen“ zurück.
Aguirre Salinas setzte die Verfassung außer Kraft und ließ Hunderte in Gefängnisse einsperren. Salinas verständigte sich mit Tiburcio Carías Andino, der zu den ersten gehörte, welche das Regime von Aguirre anerkannten, und ließ die Zimmer von honduranischen Staatsbürgern im Nuevo Mundo Hotel in San Salvador auf den Kopf stellen, worauf die honduranischen Staatsbürger nach Honduras ausreisten. Der Oberste Gerichtshof von El Salvador erklärte die Regierung von Aguirre für verfassungswidrig. Nach dem Urteil begab sich der Vorsitzende Richter Miguel Tomas Molina in die Botschaft von Guatemala und bat um Asyl. Ebenfalls nach Guatemala, wo erst in der vorangegangenen Woche der Diktator Juan Federico Ponce Vaidez gestürzt worden war, setzte sich der Präsident der Banco de Crédito, Jorge Sol Castellanos, ab, woraufhin alle Banken in El Salvador geschlossen blieben.
Die Bauern kamen nicht zu den Märkten. Salinas rasselte mit seinen Lend-Lease-Waffen und erklärte, dass die Salvadorianer, welche sich dem passiven Widerstand anschließen, erschossen würden. Einem Time-Journalisten wurde erklärt: Was das Land braucht, ist, dass alle Waffen zum Hafen von Acajutla gekarrt werden und dort im Meer versenkt werden.
Seine Regierung trieb tausende Salvadorianer ins Exil. Gegen seine Regierung gab es bewaffneten Widerstand, der sich teilweise Lend-Lease-Waffen aneignete und ein Untergrundradioprogramm sendete. Mitte Dezember 1944 ließ Aguirre mit 17 Lend-Lease- North American T-6 Flugzeugen etwa 1000 Exil-Salvadorianer, die die Grenze von Guatemala überqueren wollten, bombardieren.
Aguirre, ließ die Präsidentschaftswahlen auf den 6. Januar 1945 vorziehen. Da der staatliche Apparat die Kontrolle über die Wahlmaschinerie ausübte, gab es keine Zweifel am Ausgang der Wahl. Fünf oppositionelle Kandidaten traten nach Vorwürfen gegen die Praxis von Aguirre, den Kandidaten der Staatspartei durchzusetzen, von der Kandidatur zurück. Am Wahltag wurden Bauern aus den umliegenden Regionen mit Lastwagen nach San Salvador zur Wahl gefahren, wo sie für jede Teilnahme an der Wahl Essens- und Getränkegutscheine erhielten. Danach überraschte es nicht, dass der Kandidat der Staatspartei, General Castañeda Castro, mit großer Stimmenmehrheit gewählt worden war.

### Privates
Oberst Osmín Aguirre y Salinas war mit Rosa Cardona verheiratet. Einer seiner vier Söhne, Elmer Aguirre, war Mitglied der paramilitärischen Acción Cívica Militar. Ein anderer Sohn, Dr. Aguirre, starb bei einem Unfall.

### Tod
Im hohen Alter litt Osmín Aguirre y Salinas an Kehlkopfkrebs und konnte sich noch mit Papier und Bleistift artikulieren. Oberst Osmin Aguirre starb mit 87 Jahren auf dem Weg ins Hospital Militar, nach einem Schusswaffengebrauch vor seinem Haus in der 15. Calle Oriente No 117 in San Salvador.